# فلويد تالبرت
فلويد تالبرت (بالإنجليزية: Floyd Talbert)‏ هو عسكري أمريكي، ولد في 26 أغسطس 1923 في كوكومو في الولايات المتحدة، وتوفي في 10 أكتوبر 1982 في Shasta, California ‏ في الولايات المتحدة.